# Mutukula (Tansania)
Mutukala ist eine Stadt im Nordwesten Tansanias an der Grenze zu Uganda.

## Lage
Mutukula liegt im Distrikt Missenyi in der Region Kagera, an der Grenze zum nördlichen Nachbarstaat Uganda. Circa 20 Kilometer östlich von Mutukula liegt der Victoriasee.

## Verkehr
In Mutukula gibt es einen Grenzübergang, der täglich im Durchschnitt von 418 Fahrzeugen durchquert wird. Hauptsächlich werden Waren von Tansania nach Uganda transportiert. Durch die Fernstraße T4 ist Mutukula unter anderem mit der Stadt Mwanza verbunden.

## Uganda
Die Grenze zum Nachbarstaat Uganda, die Mutukula in einen tansanischen und einen ugandischen Teil spaltet, ist für die Bevölkerung nicht allgegenwärtig. Der Austausch zwischen den Orten ist rege, trotz der Konflikte, die Uganda und Tansania in der Vergangenheit hatten, unter anderem dem Uganda-Tansania-Krieg.
Der ugandische Teil Mutukulas hat eine circa dreimal größere Einwohnerzahl als der tansanische.